# Apotropina sulae
Apotropina sulae är en tvåvingeart som först beskrevs av Spencer 1977.  Apotropina sulae ingår i släktet Apotropina och familjen fritflugor. Inga underarter finns listade i Catalogue of Life.